# Laraha
Laraha (Citrus aurantium subsp. currassuviencis ) je agrum in podvrsta kisle pomaranče. Laraha raste na otoku Curaçao. Citrusi so še bolj grenki kot drugi sorodniki citrusov in na splošno veljajo za neužitne. Posušena lupina je znana kot lupina Curacao in se med drugim uporablja za liker curaçao.

## Znanstvena imena
Taksonomsko ime za laharo je Citrus aurantium subsp. currassuviencis, sinonim C. aurantium var. currassuviencis

## Zgodovina in uporaba
Seviljski pomarančevci, ki so bili leta 1527 prineseni na Curaçao iz Španije, niso mogli prenesti podnebja in tal južnih Karibov .
Sladko sadje se je spremenilo v neužitno grenak sadež, tudi koze so te sadeže pustile pri miru. Desetletja pozneje (natančen datum ni znan) se je izkazalo, da imajo posušeni olupki zdaj divjega sadja prijeten okus in poskusi z izvlečki teh olupkov so privedli do nastanka likerja curaçao .
Posušeni olupki Larahe se uporabljajo tudi pri izdelavi različnih piv, zlasti belgijskih pšeničnih piv.